# Graptophalera bicolor
Graptophalera bicolor är en fjärilsart som beskrevs av Sergius G. Kiriakoff 1967. Graptophalera bicolor ingår i släktet Graptophalera och familjen tandspinnare. Inga underarter finns listade i Catalogue of Life.